# Aero Ae-45
Aero Ae-45 — легкий, пасажирський, суцільнометалевий двомоторний літак виробництва Чехословаччини. Aero Vodochody виробляв ці літаки в 1947-1951 роках, потім виробництво було переміщено на завод Let Kunovice, де було розроблено і поставлено на конвеєр покращені модифікації цього літака Ae-45S та Ae-145 які вироблялися до 1961 року. Aero Ae-45S був першим чехословацьким літаком, який перетнув Атлантичний океан у 1958 році. Всього виготовили 590 машин.

## Історія
По завершенню другої світової війни завод Aero Vodochody випускав німецькі літаки, для яких були в наявності деталі та матеріали. Керівництво заводу не думало про розробку власної машини, проте знайшлася група дизайнерів (Мирослав Байтлер, Павел Розендорф, Їржі Боузек, Ондржей Немец і Франтішек Влк), які вирішили продовжити довоєнні традиції компанії. Вони вирішили створити новий чотиримісний суцільнометалевий двомоторний літак, який можна буде застосовувати на ринку нерегулярних авіаперевезень чи для приватних польотів. Влітку 1945 року вони, за власною ініціативою, приступили до проєктування машини, працюючи в неробочий час, без сподівання на винагороду. Ситуація змінилася після призначення нового керівництва та офіційного дозволу на будівництво майбутнього літака який отримав назву Aero Ae-45.

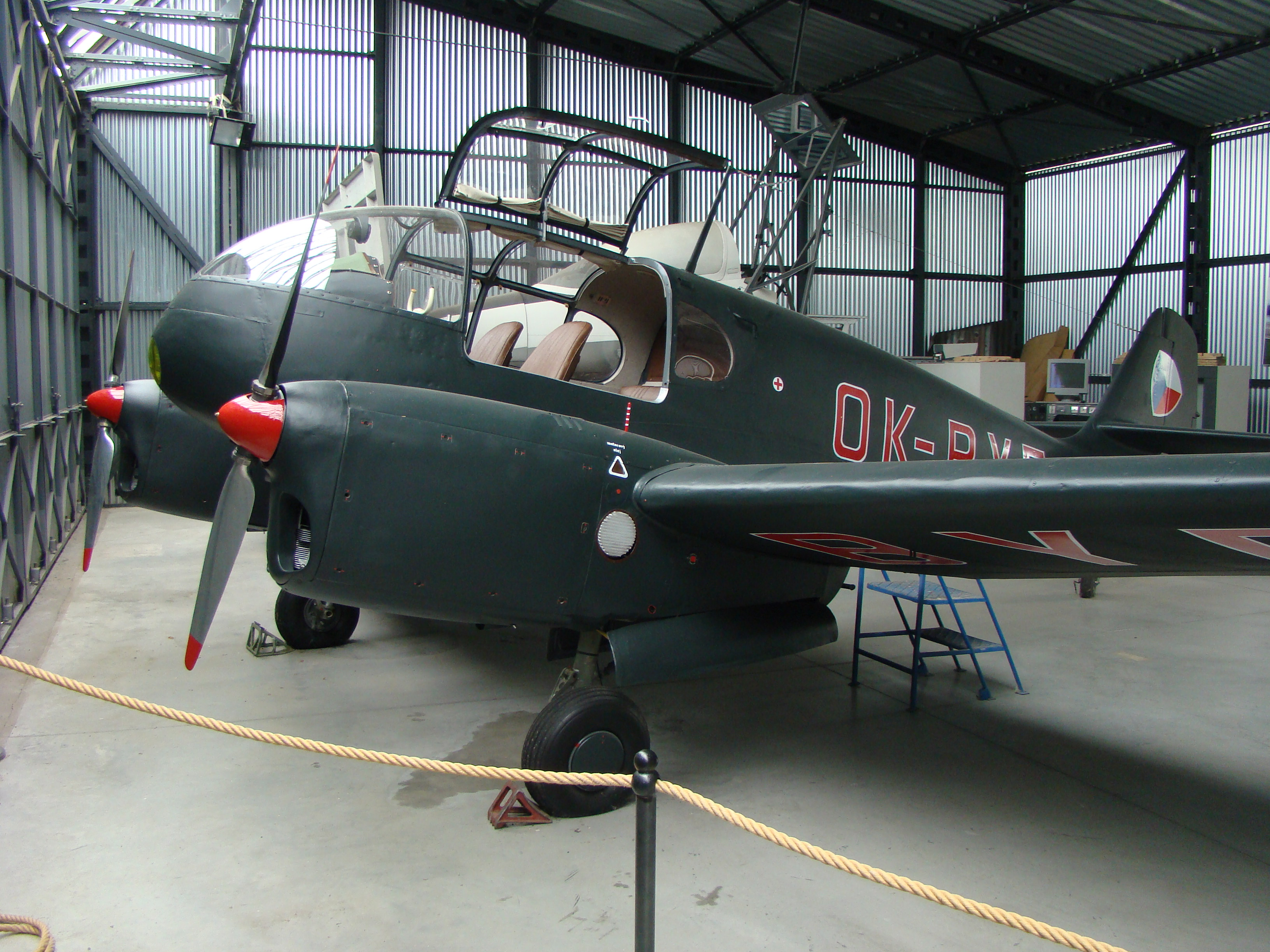
Aero Ae-45 в музеї авіації Праги

Прототип Ae.45.1 здійснив свій перший політ 21 липня 1947 року, пілотований Франтішеком Внуком. Згодом до випробувальних польотів долучився пілот Карел Ванек. Прототип був вперше продемонстрований широкому загалу 7 вересня 1947 року, на авіаційному дні в Празі-Рузині. 12 березня 1948 року другий прототип Ae 45.2 піднявся в повітря, на якому вже було усунуто більшість зауважень, що виникли під час випробувань першого прототипу. Між 1948 і 1949 роками в багатьох країназ відбувалися демонстраційні польоти обох прототипів, під час яких літак отримав схвальні відгуки від іноземних пілотів. Спираючись на результати випробувань було прийнято рішення про серійне виробництво і вже 16 квітня 1949 року перший серійний літак здійнявся в повітря.
1951 року виробництво літака було зупинено, через переорієнтацію заводу на виготовлення ліцензійних копій радянських військових літаків. Проте інтерес до цієї машини залишався великим і згодом було прийнято рішення відновити її виробництво, веж силами іншого авіазаводу. Конструкторську документацію, 4 недобудованих літаки і весь запас вузлів і агрегатів було передано на завод Let Kunovice в листопаді 1954 року. Впродовж 1954-1955 років було виготовлено 2 десятки Aero Ae-45 з вузлів та агрегатів переданих з Aero Vodochody, після чого на конвеєр було поставлено вже нову версію Aero Ae-45S з новими повітряними гвинтами, збільшеними паливними баками і поліпшеним набором аеронавігаційного обладнання. До кінця 1959 року було виготовлено 228 таких літаків. Останньою серійною модифікацією літака стала Aero Ae-145, з новими потужнішими двигунами, яка випускалася до 1961 року, всього було виготовлено 142 подібних машини.

## Опис конструкції
Конструктивно літак є двомоторним, чотиримісним, суцільнометалевим вільнонесучим низькопланом виготовленим за класичною аеродинамічною схемою. Різні версії літака були оснащені різними поршневими авіаційними двигунами, потужністю від 105 до 140 к.с. Шасі літака триопорне з хвостовим колесом. Основні стійки шасі прибиралися в гондоли двигунів на крилах, а заднє колесо шасі було фіксованим. Кабіна літака мала велику площу засклення, що забезпечувало чудовий огляд.

### Модифікації
Існувало три серійних модифікації цього літака:
- Aero Ae-45 — базова серійна модифікація оснащена двигунами Walter Minor 4-III максимальною потужністю 105 к.с. кожен.
- Aero Ae-45S (Super-Aero[3]) — серійна модифікація, створена інженерами заводу Let Kunovice, з новими повітряними гвинтами і покращеним аеронавігаційним обладнанням.
- Aero Ae-145 — серійна модифікація, створена інженерами заводу Let Kunovice, оснащена новими, потужнішими двигунами Walter M332 максимальною потужністю 140 к.с. кожен.
- K-75 — військове позначення модифікації Aero Ae-45.

### Aero Ae-45

#### Основні характеристики
- Екіпаж: 1 людина
- Пасажиромісткість: 3-4 пасажири
- Висота: 2,3 м
- Довжина: 7,54 м
- Розмах крил: 12,25 м
- Площа крила: 17,09 м²
- Вага порожнього: 820 кг
- Максимальна злітна вага: 1400 кг

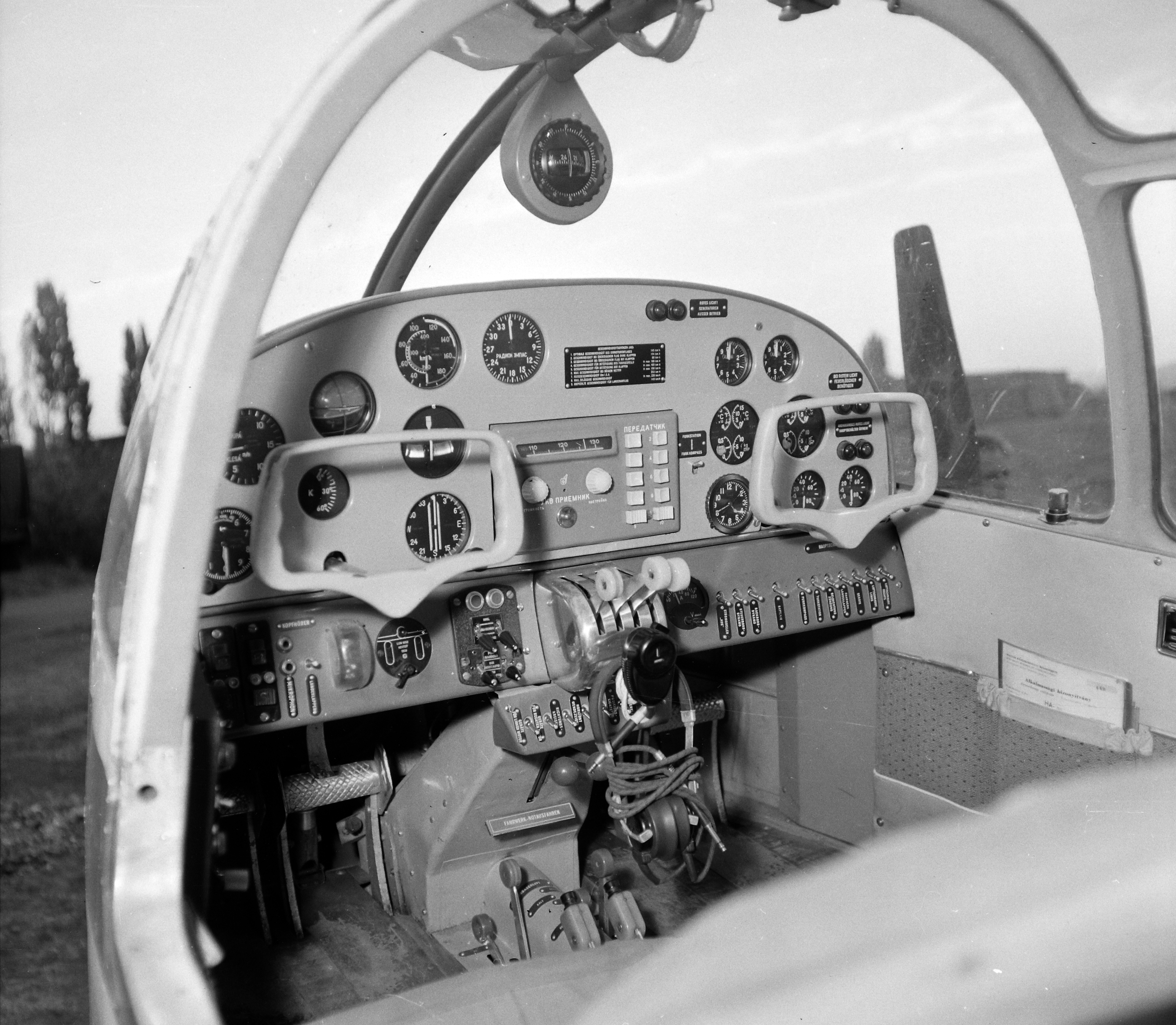
Органи керування і панель приладів Aero Ae-45

- Двигуни: 2 x Walter Minor 4-III, максимальною потужністю 105 к.с. кожен
- Повітряні гвинти: дерев'яні 2-лопатеві з фіксованим кроком гвинта

#### Льотні характеристики
- Максимальна швидкість: 280 км/год
- Крейсерська швидкість: 245 км/год
- Дальність перельоту: 1000 км
- Практична стеля: 4700 м
- Швидкопідйомність: 3,7 м/с

### Aero Ae-45S

#### Основні характеристики
- Екіпаж: 1 людина
- Пасажиромісткість: 3-4 пасажири
- Висота: 2,3 м
- Довжина: 7,54 м
- Розмах крил: 12,25 м
- Площа крила: 17,09 м²
- Вага порожнього: 960 кг
- Максимальна злітна вага: 1600 кг
- Двигуни: 2 x Walter Minor 4-III, максимальною потужністю 105 к.с. кожен
- Повітряні гвинти: металеві 2-лопатеві зі змінним кроком гвинта

#### Льотні характеристики
- Максимальна швидкість: 265 км/год
- Крейсерська швидкість: 230 км/год
- Дальність перельоту: 1350 км
- Практична стеля: 4350 м
- Швидкопідйомність: 3,7 м/с

### Aero Ae-145

#### Основні характеристики
- Екіпаж: 1 людина
- Пасажиромісткість: 3-4 пасажири
- Висота: 2,3 м
- Довжина: 7,77 м
- Розмах крил: 12,27 м
- Площа крила: 17,09 м²
- Вага порожнього: 960 кг
- Максимальна злітна вага: 1500 кг

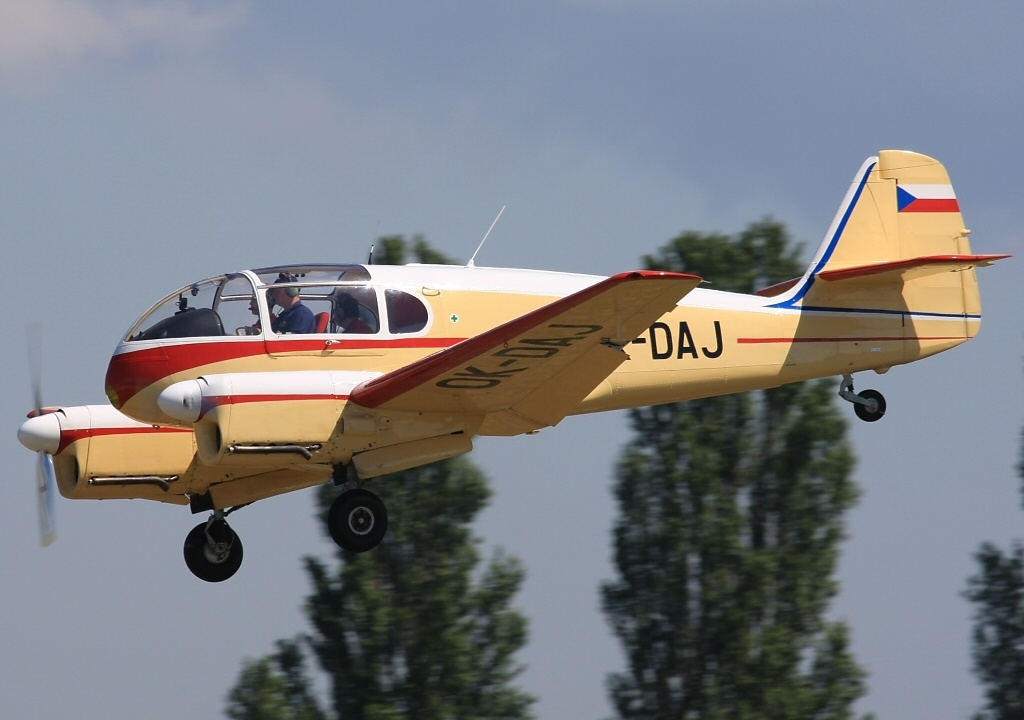
Aero Ae-145, в Чехії, 2010 рік.

- Двигуни: 2 x Walter Walter M-332, максимальною потужністю 140 к.с. кожен
- Повітряні гвинти: металеві 2-лопатеві зі змінним кроком гвинта

#### Льотні характеристики
- Максимальна швидкість: 282 км/год
- Крейсерська швидкість: 250 км/год
- Дальність перельоту: 1700 км
- Практична стеля: 5900 м
- Швидкопідйомність: 5 м/с